# Аксер, Ежи
Ежи Аксер (пол. Jerzy Axer; род. 18 апреля 1946 года) — польский филолог-классик, театровед. Профессор Варшавского университета и Варшавской театральной академии, глава Института междисциплинарных исследований Artes Liberales (Instytut Badań Interdyscyplinarnych Artes Liberales).
Сын режиссёра Эрвина Аксера от брака с Брониславой Кречмар.
Женат на Анне Аксер.
Окончил по классической филологии Варшавский университет (магистр, 1969). Там же получил докторскую степень (1972), позже хабилитировался. Доцент (1977), профессор (1986).
Доктор honoris causa Университета им. Ивана Франко во Львове.
Издавал Цицерона в немецком издательстве Bibliotheca Teubneriana. Изучал рецепцию античности в европейской культуре, историю драматургии и театра. Член ряда международных научных организаций: Academia Latinitati Fovendae (Рим), Academia Europaea (Лондон), International Society for the History of Rhetoric (в 1999—2003 он был президентом этого общества), Научный совет Bibliotheca Classica Petropolitana. Научный редактор (совм. с И. М. Савельевой) коллективной монографии «Национальная гуманитарная наука в мировом контексте: опыт России и Польши», изданной в двух языковых вариантах (М.: ИД ГУ-ВШЭ, 2010, 368 с. и W.: wyd. DG, 2011).

## Труды
- M.T. Cicero, Pro Roscio Comoedo, Bibliotheca Teubneriana, Leipzig 1976;
- The Style and Composition of Cicero’s Speech «Pro Roscio Comoedo», Warszawa, 1980
- J. Joncre, Tragoedia Boleslaus Secundus Furens, Wrocław 1972;
- Georgii Ticinii ad Martinum Cromerum epistulae, Wrocław 1978;
- Georgii Ticinii ad principes Radziwiłł epistulae, Wrocław 1980;
- Polski dyplomata na papieskim dworze, Warszawa 1982;
- Españoles y polacos en la corte de Carlos V. Cartas del embajador Juan Dantisco (z A. Fontánem), Madrid 1994;
- J. Kochanowski, Dzieła wszystkie. T. 2: Treny (współautor komentarza), Wrocław 1983;
- Filolog w teatrze, Warszawa 1991;
- Z Rzymu do Rzymu (koncepcja i redakcja naukowa z M. Bokszczanin), Warszawa 2002;
- Rhetoric of Transformation (koncepcja i redakcja naukowa), Warszawa 2003;
- Łacina jako język elit (koncepcja i redakcja naukowa), Warszawa 2004;
- Présentation. Une République aux confins de l’Europe, w: Adam Mickiewicz, Les Slaves. Cours du Collège de France 1842, Paris 2005;
- The Classical Tradition in Central-Eastern Europe, w: Companion to the Classical Tradition, London 2007;
- Po co Sienkiewicz (koncepcja i redakcja naukowa wraz z T. Bujnickim), Warszawa 2007.